# Синтетична педаль
Синтети́чна  підкладка  (англ. synth pad), або, частіше — просто підкладка — в сучасній розважальній музиці — довгий, незмінний або повільно змінюваний тембрально звуковий тон, що використовується як гармонічне тло або «атмосферна» барва.
Підкладка звичайно використовується в електронній музиці, починаючи з 1980-х років і є особливо характерною для таких напрямків, як ембієнт, нью-ейдж або Smooth jazz. Однією з перших широко відомих пісень, що виразно використовувала синтетичну підкладку була пісня «West End Girls»ⓘ групи Pet Shop Boys (1986)
Синтетична підкладка сприяє виразності гармонічного руху та цілісності сприйняття музичної тканини твору. В той же час щільність підкладки мусить відповідати загальній щільності музичної фактури і не бути занадто гучною, щоб не відволікати увагу слухача. Окрім того, лінія підкладки має не дуже яскравий тембр (щоб не привертати на себе увагу) та м'яку, проте не надто повільну атаку звука.